# Sekapas
Sekapas is een bestuurslaag in het regentschap Rokan Hilir van de provincie Riau, Indonesië. Sekapas telt 606 inwoners (volkstelling 2010).